# Верхнее Коропово
Верхнее Коропово — деревня в Советском районе Кировской области в составе Зашижемского сельского поселения. 

## География
Находится недалеко от левого берега Вятки на расстоянии примерно 21 километр по прямой на северо-запад от Кировского моста через реку Вятка у районного центра города Советск.

## История
Известна с 1763 года как починок над Короповской Курьей с населением 108 человек. В 1905 здесь было учтено дворов 27 и жителей 208, в 1926 (уже деревня Верхне-Коропово) 53 и 295, в 1950 56 и 137, в 1989 году оставалось 25 жителей.

## Население
Постоянное население составляло 8 человек (русские 100%) в 2002 году, 1 в 2010.